# Bryum papuanum
Bryum papuanum là một loài rêu trong họ Bryaceae. Loài này được Dixon mô tả khoa học đầu tiên năm 1922.